# Брэдшоу, Франклин
Фра́нклин «Ко́рки» Брэ́дшоу (англ. Franklin "Corky" Bradshaw) — американский кёрлингист.
В составе мужской сборной США серебряный призёр чемпионата мира 1969. Чемпион США среди мужчин.
Играл на позиции второго.

## Достижения
- Чемпионат мира по кёрлингу среди мужчин: серебро (1969).
- Чемпионат США по кёрлингу среди мужчин: золото (1969).

## Команды
| Сезон   | Четвёртый     | Третий     | Второй           | Первый      | Турниры             |
| ------- | ------------- | ---------- | ---------------- | ----------- | ------------------- |
| 1968—69 | Бад Сомервилл | Билл Страм | Франклин Брэдшоу | Джин Овесен | ЧСША 1969 · ЧМ 1969 |

(скипы выделены полужирным шрифтом)